# Crèvecœur-le-Grand
Crèvecœur-le-Grand és un municipi francès, situat al departament de l'Oise i a la regió dels Alts de França. L'any 2007 tenia 3.334 habitants.

## Demografia

### Població
El 2007 la població de fet de Crèvecœur-le-Grand era de 3.334 persones. Hi havia 1.242 famílies de les quals 356 eren unipersonals (180 homes vivint sols i 176 dones vivint soles), 363 parelles sense fills, 415 parelles amb fills i 108 famílies monoparentals amb fills.
La població ha evolucionat segons el següent gràfic:
Habitants censats

### Habitatges
El 2007 hi havia 1.408 habitatges, 1.271 eren l'habitatge principal de la família, 22 eren segones residències i 116 estaven desocupats. 1.092 eren cases i 311 eren apartaments. Dels 1.271 habitatges principals, 649 estaven ocupats pels seus propietaris, 587 estaven llogats i ocupats pels llogaters i 34 estaven cedits a títol gratuït; 38 tenien una cambra, 86 en tenien dues, 242 en tenien tres, 382 en tenien quatre i 523 en tenien cinc o més. 859 habitatges disposaven pel capbaix d'una plaça de pàrquing. A 640 habitatges hi havia un automòbil i a 375 n'hi havia dos o més.

### Piràmide de població
La piràmide de població per edats i sexe el 2009 era:
| Homes | Edats   | Dones |
| ----- | ------- | ----- |
| 4     | 95 o +  | 4     |
| 0     | 90 a 94 | 44    |
| 24    | 85 a 89 | 36    |
| 12    | 80 a 84 | 52    |
| 56    | 75 a 79 | 76    |
| 92    | 70 a 74 | 108   |
| 68    | 65 a 69 | 76    |
| 84    | 60 a 64 | 104   |
| 36    | 55 a 59 | 60    |
| 80    | 50 a 54 | 104   |
| 96    | 45 a 49 | 60    |
| 76    | 40 a 44 | 92    |
| 128   | 35 a 39 | 120   |
| 92    | 30 a 34 | 120   |
| 104   | 25 a 29 | 100   |
| 76    | 20 a 24 | 92    |
| 100   | 15 a 19 | 120   |
| 140   | 10 a 14 | 88    |
| 104   | 5 a 9   | 120   |
| 84    | 0 a 4   | 60    |

## Economia
El 2007 la població en edat de treballar era de 1.996 persones, 1.430 eren actives i 566 eren inactives. De les 1.430 persones actives 1.230 estaven ocupades (706 homes i 524 dones) i 201 estaven aturades (96 homes i 105 dones). De les 566 persones inactives 181 estaven jubilades, 156 estaven estudiant i 229 estaven classificades com a «altres inactius».

### Ingressos
El 2009 a Crèvecœur-le-Grand hi havia 1.240 unitats fiscals que integraven 3.102,5 persones, la mediana anual d'ingressos fiscals per persona era de 15.225 €.

### Activitats econòmiques
Dels 125 establiments que hi havia el 2007, 2 eren d'empreses extractives, 3 d'empreses alimentàries, 1 d'una empresa de fabricació de material elèctric, 6 d'empreses de fabricació d'altres productes industrials, 12 d'empreses de construcció, 37 d'empreses de comerç i reparació d'automòbils, 8 d'empreses de transport, 6 d'empreses d'hostatgeria i restauració, 3 d'empreses d'informació i comunicació, 7 d'empreses financeres, 4 d'empreses immobiliàries, 10 d'empreses de serveis, 17 d'entitats de l'administració pública i 9 d'empreses classificades com a «altres activitats de serveis».
Dels 42 establiments de servei als particulars que hi havia el 2009, 1 era una gendarmeria, 1 oficina de correu, 4 oficines bancàries, 2 funeràries, 6 tallers de reparació d'automòbils i de material agrícola, 1 taller d'inspecció tècnica de vehicles, 1 autoescola, 1 paleta, 5 guixaires pintors, 2 lampisteries, 3 electricistes, 3 perruqueries, 1 veterinari, 6 restaurants, 2 agències immobiliàries, 1 tintoreria i 2 salons de bellesa.
Dels 22 establiments comercials que hi havia el 2009, 1 era un hipermercat, 1 una gran superfície de material de bricolatge, 1 una botiga de més de 120 m², 2 fleques, 3 carnisseries, 1 una botiga de congelats, 2 llibreries, 3 botigues de roba, 2 botigues d'equipament de la llar, 1 una sabateria, 1 una botiga d'electrodomèstics, 1 una perfumeria i 3 floristeries.
L'any 2000 a Crèvecœur-le-Grand hi havia 27 explotacions agrícoles que ocupaven un total de 1.440 hectàrees.

## Equipaments sanitaris i escolars
El 2009 hi havia 1 hospital de tractaments de mitja durada (seguiment i rehabilitació), 1 un hospital de tractaments de llarga durada, 2 farmàcies i 1 ambulància.
El 2009 hi havia 1 escola maternal i 1 escola elemental. Crèvecœur-le-Grand disposava d'un col·legi d'educació secundària amb 474 alumnes.

## Poblacions més properes
El següent diagrama mostra les poblacions més properes.